# Biskupin
Biskupin je archeologické naleziště, rekonstruovaný model starověkého osídlení a skanzen v Polsku, 8 km na jih od městečka Żnin v Kujavsko-pomořském vojvodství. Jde o nejvýznamnější archeologické naleziště v Polsku. Nejstarší nálezy pocházejí z 8. století před naším letopočtem, tedy z pozdní doby bronzové. Někdy je areál přezdíván „polské Pompeje“ nebo „polské Herculaneum“, neboť lokalita byla dlouho ztracena pod vodou a nánosy bahna, jež  konzervovaly dřevo použité ke stavbě. Lokalita se nachází na bažinatém poloostrově u jezera Biskupin. Původně šlo patrně o vodní pevnost uprostřed jezera, obehnanou dubovou palisádou. Hradba byla dlouhá více než 450 metrů a dosahovala až šestimetrové výšky a třímetrové šířky. Před ní se nacházely dřevěné vlnolamy. Dendrochronologická analýza určila, že 50 % stromů použitých na  stavbu bylo pokáceno v roce 748 př. n. l.
Když byla lokalita v roce 1933 objevena, způsobila senzaci a vyvolala mnoho veřejných diskusí, neboť byla považována za raný důkaz západoslovanského osídlení. Tento názor zastával profesor Poznaňské univerzity Józef Kostrzewski, který prováděl první archeologický výzkum. Tento názor začal hrát rychle politickou roli v souboji s nacistickou propagandou hlásající nárok Němců na polské území vzhledem ke starověkému osídlení germánskými kmeny. Roku 1936 badatelé Poznaňské univerzity vytvořili na místě model v původní velikosti, proudily sem davy turistů, politiků i vojáků. Po německé okupaci Polska se profesor Kostrzewski musel skrývat před gestapem a nacističtí archeologové se pokoušeli dokázat germánský původ místa, ale bez úspěchu. Na konci druhé světové války se proto německá armáda pokusila areál zničit zatopením. Po válce byla voda odčerpána a skanzen byl obnoven. Archeologický výzkum, jejž převzal Zdzisław Rajewski, trval do roku 1976, přesto bylo zmapováno jen 75 procent areálu a velká jeho část byla raději zasypána, aby se dřevo zcela nerozpadlo. Většina historiků názor o původně slovanském osídlení postupně opustila, toto osídlení je dnes připisováno etnicky nejasné lužické kultuře, jež nebyla jistě ani germánskou, ani slovanskou.
Skanzen je národní kulturní památkou Polska (pomnik historie). Místo spravuje Národní archeologické muzeum ve Varšavě. V září se zde každý rok pořádá vzdělávací archeologický festival.